# Skua Beach
Skua Beach är en strand på ön Heard Island i Heard- och McDonaldöarna (Australien).